# A Vilã das Nove
A Vilã das Nove é um filme de comédia dramática brasileiro de 2024, dirigido por Teodoro Poppovic que assina o roteiro ao lado de Maíra Bühler, André Pereira e Gabriela Capello. Estrelado por Karine Teles, o filme acompanha Roberta, uma mulher que esconde um passado misterioso e, certo dia, vê sua história de vida convertida em roteiro de novela das nove onde ela é a principal vilã. Conta ainda com as atuações de Alice Wegmann, Camila Márdila, Antônio Pitanga e Laura Pessoa no elenco.
A Vilã das Nove teve sua première nacional em 10 de outubro de 2024 durante o 26° Festival do Rio e foi lançado nos cinemas do Brasil em 31 de outubro de 2024 pela Star Original Productions. O filme foi recebido com avaliações mistas por parte da imprensa especializada que, em geral, elogiou as atuações do elenco, com destaque para Karine Teles, mas teve críticas quanto ao desenvolvimento do roteiro. O lançamento comercial do filme foi limitado e teve bilheteria acumulada em apenas R$ 28,7 mil.
O filme foi lançado no catálogo de streaming do Disney+ em 26 de fevereiro de 2025.

## Premissa
Roberta (Karine Teles) acreditava ter deixado seu passado para trás, até descobrir que sua história foi transformada em uma novela das nove. Na trama fictícia, sua personagem, Eugênia, é retratada como uma vilã impiedosa, sendo julgada por ter abandonado sua filha, Débora (Alice Wegmann). À medida que a novela se torna um fenômeno nacional, Roberta enfrenta o peso da exposição pública, revisita seus próprios arrependimentos e se vê obrigada a confrontar a verdade.

## Elenco
- Karine Teles como Roberta Almeida/Eugênia
- Alice Wegmann como Debora
- Camila Márdila como Paloma Nardini
- Valentina Bandeira como Laura Fontana/Debbie
- Antônio Pitanga como Modesto Estrella
- Felipe Rocha como Neto
- Laura Pessoa como Nara Almeida
- Murilo Sampaio como Giuliano
- Negro Leo como Cassio
- Rodrigo García como Paulinho
- Catarina de Carvalho como Eugenia
- Stella Rabello e Angela Rebello como Raquel
- Otto Junior como Bento
- Isabella Mariotto como a mina solta
- Tulio Starling como o moço solto

## Produção

### Concepção
Teodoro Poppovic, o diretor , buscou explorar temas profundos relacionados ao papel da mulher na sociedade, especialmente no que tange ao julgamento social e às expectativas impostas sobre elas. Em entrevista à Vogue Brasil, Poppovic destacou que a protagonista, Roberta, possui um lado oculto que é revelado de maneira distorcida pela novela dentro do filme, evidenciando a dualidade de sua vida ao tentar conciliar segredos pessoais com a imagem pública. Para enriquecer a narrativa, Poppovic colaborou com a roteirista Maíra Bühler, que trouxe uma perspectiva maternal à história. Ele mencionou que, embora seja conhecido por articular comédias, buscou uma abordagem mais sutil neste projeto, permitindo que o público compreendesse e abraçasse a complexidade da personagem principal. Além de Bühler, André Pereira e Gabriela Capello colaboraram no roteiro.
O filme utiliza a metalinguagem ao abordar as novelas, profundamente enraizadas na cultura brasileira, e presta homenagem às icônicas vilãs da teledramaturgia nacional. Essa abordagem permite uma reflexão sobre como a sociedade percebe e julga as mulheres que desafiam papéis tradicionais, especialmente no contexto do abandono materno e das relações familiares.

### Desenvolvimento
Produzido pela Lupa Filmes, dos produtores André Pereira e Mariana Muniz, em coprodução com Star Original Pictures, em outubro de 2022 foi anunciado que as filmagens do filme foram iniciadas no dia 10 de outubro e que Karine Teles estava escalada para o personagem principal do filme. O filme contou com locações na cidade do Rio de Janeiro, onde também se ambienta a história da produção.

## Lançamento
O trailer e o pôster de divulgação do filme foram lançados em 18 de agosto de 2024 e divulgado nos meios de comunicação pela Star Original Distribuition, a distribuidora da Disney na América Latina. A Vilã das Nove teve sua première nacional em 10 de outubro de 2024 na Mostra Première Brasil do Festival do Rio. Em 23 de outubro, o filme foi apresentado na Mostra Internacional de Cinema de São Paulo. Comercialmente, o filme foi distribuído nos cinemas do Brasil a partir de 31 de outubro de 2024.
Após sua passagem por festivais e nos cinemas, A Vilã das Nove foi lançado no catálogo do Disney+ em 26 de fevereiro de 2025.

## Recepção

### Bilheteria
De acordo com dados da Agência Nacional do Cinema (Ancine), ao longo de seus catorze dias em exibição nos cinemas, A Vilã das Nove registrou apenas 1 381 pessoas em público acumulado, o que gerou uma receita de 28 735 reais e 30 centavos.

### Resposta da crítica

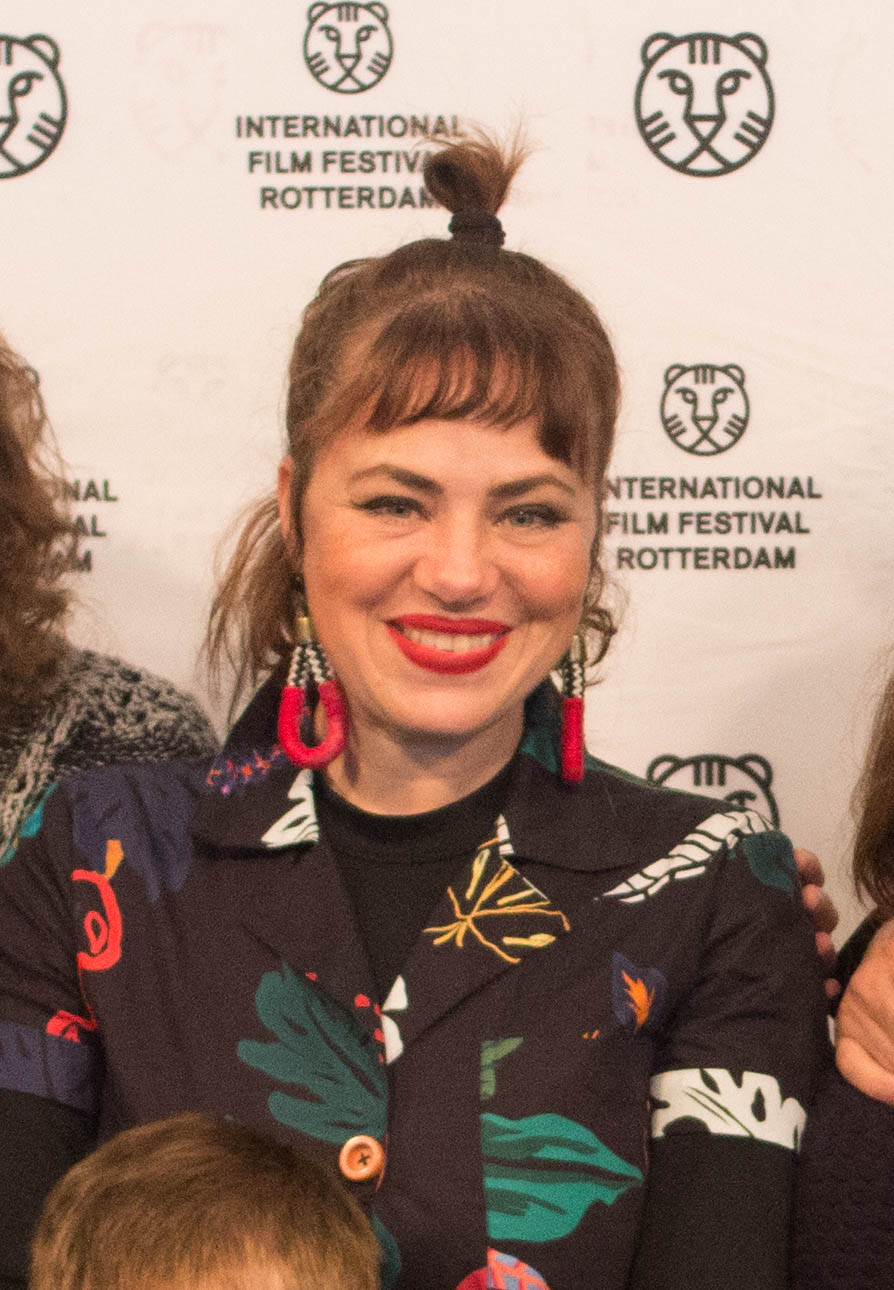
A atuação de Karine Teles foi elogiada pela crítica.

A Vilã das Nove foi recebido com avaliações mistas por parte da crítica especializada. Matheus Gotto, escrevendo para a revista Veja São Paulo, disse que as "grandes performances, especialmente na entrega de falas impactantes, são um dos diferenciais da produção" e que as "situações são cômicas, mas se beneficiariam de doses a mais de exagero e caricatura". Em resumo, Gotto avaliou o filme com 3 de 5 estrelas possíveis. Para o Flixlândia, Taynna Gripp escreveu que o filme tem "texto leve e divertido para tratar tema produndo".
Gripp menciona que o filme consegue equilibrar de maneira eficaz os temas de novelas e maternidade, abordando com sensibilidade a história de uma mulher que abandona a filha. Embora o tema possa gerar controvérsias, o filme acerta no tom ao misturar humor e drama, criando uma narrativa cativante e reflexiva. A escolha do equilíbrio entre esses elementos permite que o filme se destaque e envolva o público, sem cair em excessos que poderiam comprometer a trama.
A crítica do website Plano Crítico aponta que A Vilã das Nove desperdiça seu potencial ao tratar de forma rasa a grande decisão do passado de Roberta e construir uma narrativa desestruturada no presente. O filme brilha ao satirizar as telenovelas, mas falha ao tentar construir suspense ou aprofundar sua protagonista. Apesar do esforço de Karine Teles, a direção de Poppovic entrega apenas o básico, tornando o longa genérico. A abordagem dos bastidores da TV é interessante, mas explorada superficialmente.

A crítica do Caderno Pop destaca como as performances de Karine Teles, Alice Wegmann e Camila Márdila: "Teles vive Roberta com uma ferocidade leve, como alguém que precisa sorrir para sobreviver, mas também sabe rir da própria dor. É um retrato delicado e cheio de nuances, equilibrando o humor com uma crueza emocional. Ao lado de Wegmann e Márdila, que dominam a tela com performances afiadas, Teles faz com que a trama ganhe vida com diálogos afiados e uma química que parece ter sido ensaiada por uma vida inteira". A resenha também destaca que o filme equilibra drama e comédia ao retratar a cultura das telenovelas sem cair no exagero.No entanto, alguns pontos do roteiro são deixados em aberto, o que pode frustrar parte do público. Ainda assim, a obra diverte e provoca reflexões sobre a influência das novelas no imaginário brasileiro.